# Eriopyga strigiopis
Eriopyga strigiopis là một loài bướm đêm trong họ Noctuidae.